# زاكاري كوب
السير فنسنت زاكاري كوب حاصل على دكتوراه في الطب، زمالة الكلية الملكية للجراحين (14 فبراير 1881 - 28 ديسمبر 1974) يعد طبيبًا وجراحًا ومؤلفًا ومؤرخًا وشاعرًا إنجليزيًا واشتهر بتأليف كتاب «التشخيص المبكر لكوب للحالات الحادة البطن» من عام 1921 حتى عام 1971. لا يزال هذا الكتاب مرجعا هاما للجراحة العامة، ويستمر المحررون في نشر الطبعات الجديدة بعد وفاته بفترة طويلةوآخرها هو الإصدار الثاني والعشرون، الذي نُشر في عام 2010. كتب كوب أيضًا على نطاق واسع عن تاريخ الطب والمستوصفات العامة.

## النشأة
كوب هو الأصغر ضمن عشرة أطفال لتوماس جون كوب وزوجته سيليا آن كراول. وكان السير فنسنت متميزا في مدرسة مدينة وستمنستر حيث حصل على الميدالية الذهبية في عام 1899 ومن ثم منحة دراسية للذهاب إلى كلية الطب في مستشفى سانت ماري. اجتاز الجراحة والطب الشرعي بامتياز في عام 1905 وأصبح طبيب مساعد لديفيد ليس، مؤلف كتاب«إلتهابات البطن».مما كان له التأثير الواضح على كوب في اهتماماته مدى الحياة.

## مهنة الجراحة
في عام 1906، بدأ كوب العمل في مستشفى بولينجبروك قبل الانضمام إلى الفيلق الطبي للجيش الملكي في عام 1914. في عام 1916 ذهب إلى بغداد، بلاد ما بين النهرين. ومن هنا أنه كتب كتابه الأول الجوانب الجراحية من الزحار نشرت في عام 1921. واعتبر كوب «سلطة بارزة» على اضطرابات البطن الحادة. تأثر أوغستس دوالر وألمروث رايت، ونشر العديد من الكتب بما في ذلك التشخيص المبكر لكوب من البطن الحاد أيضا في عام 1921.ونقل عن كوب قوله إن «الجراح الجيد يجب أن يشعر تجاه مرضاه، ولكن لا تدع هذا التعاطف يزعج حكمه أو علاجه».يتم وصف كوب أنه كان رجلا صغيرا وقف على كرسي، واسمه «براز كوب» عند إجراء العملية

## وزارة الصحة
تشارك في عمل استبيان منشآت المستشفى ومستويات الكادر الطبي والتدريب الإضافي، نشط كوب في رئاسة لجان وزارة الصحة وفي تحرير تقاريرها بين عامي 1949 و 1952. وقد حصل على وسام الفروسية للعمل الذي أكمله في الطب والجراحة في التاريخ الطبي الرسمي لـ الحرب العالمية الثانية.

## أعمال بارزة
- 1921 - التشخيص المبكر للبطن الحاد
- 1939 - رواد في جراحة البطن الحادة - أكسفورد
- 1947 - تشخيص البطن الحاد في القافية (تحت اسم مستعار زيتا)
- 1954 - تاريخ كلية الطب في مستشفى سانت ماري، بادينغتون
- 1957 - أضواء جانبية على التاريخ الطب
- 1959 - الكلية الملكية للجراحين في إنجلترا، تاريخ
- 1961 - بعض الممارسين العامين المشهورين وغيرها من المقالات التاريخية الطبية.[1]
- 1965 - تاريخ من البطن حادة
- بين سن 75 عاما و 85 عاما، كتب كوب سبع سير ذاتية بما في ذلك وليام تشيسلدن، فلورنس نايتنجيل، ألمروث رايت والسير جون تومز.[1]

## الحياة الشخصية
فريق التمثيل لمسرحية أنتجت في مستشفى سانت ماري عام 1905
وُصف كوب بأنه «متواضع وودود»، كما أنه «كرّس لعائلته وأحبّه أصدقاؤه». لقد عاش أكثر من زوجتين، الأولى، دورا نيوث، وماتت في سن صغيرة. تزوج أليس ماري واتس عام 1923 ورُزقا ببنت.
عاش كوب بالقرب من هامبستيد هيث حتى وفاة أليس عام 1944 وبعد ذلك انتقل إلى تشيلتيرن، شارع بيكر. يتذكر أنه أمضى الكثير من الوقت في مكتبة بعد التقاعد. بين عامي 1950 و 1952، كان رئيسًا لنادي أوسلر في لندن.

## الميراث
مستشفى سانت ماري، لندن لديه جناح يحمل اسم كوب.الكلية الملكية للجراحين تشيد بالتعامل مع محاضرة زاكاري كوب التذكارية في أمراض البطن الجراحية